# اندری پروشین
اندری پروشین (روسی: Андрей Владимирович Прошин؛ زادهٔ ۱۹ فوریهٔ ۱۹۸۵) بازیکن فوتبال اهل اوکراین است.
از باشگاه‌هایی که در آن بازی کرده‌است می‌توان به باشگاه فوتبال ولگا نیژنی نووگورود، باشگاه فوتبال روستوف، باشگاه فوتبال خیمکی، و باشگاه فوتبال اسپارتاک ولادی‌قفقاز اشاره کرد.
وی همچنین در تیم ملی فوتبال زیر ۲۱ سال اوکراین بازی کرده‌است.